# Xavier Ouellet
Pour les articles homonymes, voir Ouellet.
Xavier Ouellet (né le 29 juillet 1993 à Bayonne en France) est un joueur franco-canadien professionnel de hockey sur glace. Il évolue au poste de défenseur.

## Carrière de joueur
Après deux saisons au Club de hockey junior de Montréal dans la Ligue de hockey junior majeur du Québec, Ouellet rejoint l'Armada de Blainville-Boisbriand où il est nommé deux années de suite dans l'équipe étoile de la LHJMQ.
Il est repêché par les Red Wings de Détroit lors du repêchage d'entrée dans la LNH 2011. Il évolue avec l'équipe école de Détroit, les Griffins de Grand Rapids dans la Ligue américaine de hockey. Il joue son premier match dans la LNH le 21 octobre 2013 face aux Sharks de San José. Il marque son premier point, une aide chez les Maple Leafs de Toronto le 22 novembre 2014. Il marque son premier but le 28 novembre 2014 chez les Devils du New Jersey.
À la suite du rachat de son contrat, il a signé un contrat avec les Canadiens de Montréal en 2018.
Il a représenté le Canada à l'occasion du championnat du monde junior 2013.

## Statistiques

### En club
| Saison     | Équipe                            | Ligue      |                   | Saison régulière  | Saison régulière  | Saison régulière  | Saison régulière  | Saison régulière |   | Séries éliminatoires | Séries éliminatoires | Séries éliminatoires | Séries éliminatoires | Séries éliminatoires |
| Saison     | Équipe                            | Ligue      | PJ                | B                 | A                 | Pts               | Pun               | PJ               | B | A                    | Pts                  | Pun                  |                      |                      |
| 2009-2010  | Club de hockey junior de Montréal | LHJMQ      | 43                | 2                 | 14                | 16                | 22                | 7                | 0 | 3                    | 3                    | 12                   |                      |                      |
| 2010-2011  | Club de hockey junior de Montréal | LHJMQ      | 67                | 8                 | 35                | 43                | 44                | 10               | 0 | 8                    | 8                    | 6                    |                      |                      |
| 2011-2012  | Armada de Blainville-Boisbriand   | LHJMQ      | 63                | 21                | 39                | 60                | 67                | 11               | 3 | 7                    | 10                   | 14                   |                      |                      |
| 2012-2013  | Armada de Blainville-Boisbriand   | LHJMQ      | 50                | 10                | 31                | 41                | 44                | 15               | 7 | 9                    | 16                   | 22                   |                      |                      |
| 2013-2014  | Griffins de Grand Rapids          | LAH        | 70                | 4                 | 13                | 17                | 22                | 8                | 0 | 0                    | 0                    | 4                    |                      |                      |
| 2013-2014  | Red Wings de Détroit              | LNH        | 4                 | 0                 | 0                 | 0                 | 2                 | 1                | 0 | 0                    | 0                    | 0                    |                      |                      |
| 2014-2015  | Griffins de Grand Rapids          | LAH        | 51                | 1                 | 15                | 16                | 24                | 16               | 1 | 5                    | 6                    | 8                    |                      |                      |
| 2014-2015  | Red Wings de Détroit              | LNH        | 21                | 2                 | 1                 | 3                 | 4                 | -                | - | -                    | -                    | -                    |                      |                      |
| 2015-2016  | Griffins de Grand Rapids          | LAH        | 61                | 4                 | 25                | 29                | 66                | 9                | 2 | 2                    | 4                    | 6                    |                      |                      |
| 2015-2016  | Red Wings de Détroit              | LNH        | 5                 | 0                 | 1                 | 1                 | 2                 | -                | - | -                    | -                    | -                    |                      |                      |
| 2016-2017  | Red Wings de Détroit              | LNH        | 66                | 3                 | 9                 | 12                | 51                | -                | - | -                    | -                    | -                    |                      |                      |
| 2017-2018  | Red Wings de Détroit              | LNH        | 45                | 0                 | 7                 | 7                 | 6                 | -                | - | -                    | -                    | -                    |                      |                      |
| 2018-2019  | Canadiens de Montréal             | LNH        | 19                | 0                 | 3                 | 3                 | 13                | -                | - | -                    | -                    | -                    |                      |                      |
| 2018-2019  | Rocket de Laval                   | LAH        | 47                | 7                 | 21                | 28                | 20                | -                | - | -                    | -                    | -                    |                      |                      |
| 2019-2020  | Canadiens de Montréal             | LNH        | 12                | 0                 | 2                 | 2                 | 4                 | 10               | 0 | 1                    | 1                    | 14                   |                      |                      |
| 2019-2020  | Rocket de Laval                   | LAH        | 39                | 9                 | 15                | 24                | 13                | -                | - | -                    | -                    | -                    |                      |                      |
| 2020-2021  | Rocket de Laval                   | LAH        | 19                | 3                 | 1                 | 4                 | 11                | -                | - | -                    | -                    | -                    |                      |                      |
| 2020-2021  | Canadiens de Montréal             | LNH        | 6                 | 0                 | 0                 | 0                 | 2                 | -                | - | -                    | -                    | -                    |                      |                      |
| 2021-2022  | Rocket de Laval                   | LAH        | 61                | 8                 | 33                | 41                | 47                | 15               | 1 | 8                    | 9                    | 10                   |                      |                      |
| 2022-2023  | Penguins de Wilkes-Barre/Scranton | LAH        | 29                | 2                 | 15                | 17                | 21                | -                | - | -                    | -                    | -                    |                      |                      |
| 2023-2024  | Penguins de Wilkes-Barre/Scranton | LAH        | 63                | 2                 | 23                | 25                | 31                | 2                | 0 | 0                    | 0                    | 4                    |                      |                      |
| 2024-2025  | HK Dinamo Minsk                   | KHL        | Saison en cours ? | Saison en cours ? | Saison en cours ? | Saison en cours ? | Saison en cours ? |                  |   |                      |                      |                      |                      |                      |
| Totaux LNH | Totaux LNH                        | Totaux LNH | 178               | 5                 | 23                | 28                | 82                | 11               | 0 | 1                    | 1                    | 14                   |                      |                      |

### En équipe nationale
| Année | Équipe     | Compétition                 |   | PJ | B | A | Pts | Pun      |  | Résultat |
| 2013  | Canada U20 | Championnat du monde junior | 6 | 1  | 2 | 3 | 2   | 4e place |  |          |